# 1949 na arte

## Eventos
- Fundação do Museu Torres García em Montevidéu, Uruguai.

## Nascimentos
| Data           | Nome                         | Profissão                                                     | Nacionalidade | Observações | Ref |
| -------------- | ---------------------------- | ------------------------------------------------------------- | ------------- | ----------- | --- |
| 3 de janeiro   | João Moniz                   | pintor                                                        | Portugal      |             |     |
| 6 de junho     | Newton Mesquita              | pintor, desenhista, gravador, cenógrafo, fotógrafo e escultor | Brasil        |             |     |
| 7 de julho     | Maria Manuela Jardim Gouveia | professora, escultora e pintora                               | Portugal      |             |     |
| 14 de novembro | Enzo Cucchi                  | pintor, escultor e desenhista                                 | Itália        |             |     |
| 29 de dezembro | Ivald Granato                | pintor                                                        | Brasil        |             |     |
| ??             | Luís Carlos Ferracioli       | pintor                                                        | Brasil        |             |     |
| ??             | Vítor Pomar                  | pintor                                                        | Portugal      |             |     |

## Mortes
| Data           | Nome                  | Profissão                                          | Nacionalidade | Observações | Ref |
| -------------- | --------------------- | -------------------------------------------------- | ------------- | ----------- | --- |
| 9 de julho     | João Turin            | pintor e escultor                                  | Brasil        | n. 1878     |     |
| 8 de agosto    | Joaquín Torres García | pintor, desenhista, escultor, escritor e professor | Uruguai       | n. 1874     |     |
| 7 de setembro  | José Orozco           | pintor                                             | México        | n. 1883     |     |
| 19 de novembro | James Ensor           | pintor                                             | Bélgica       | n. 1860     |     |
| ??             | Henri Manguin         | pintor                                             | França        | n. 1874     |     |
| ??             | Emile Jéquier         | arquiteto                                          | Chile, França | n. 1866     |     |

## Prémios
- Prémio Valmor e Municipal de Arquitectura 1949 - Porfírio Pardal Monteiro[1].